# Distretto di Gusu
Il distretto di Gusu (姑苏区S, Gūsū QūP) è un distretto della Cina, situato nella provincia di Jiangsu e amministrato dalla prefettura di Suzhou.